# Laura Paris (gymnastique rythmique)
Pour les articles homonymes, voir Laura Paris.
Laura Paris est une gymnaste rythmique italienne née le 7 septembre 2002 à Rho, en Lombardie. Elle a remporté la médaille de bronze de l'épreuve par équipes de gymnastique rythmique aux Jeux olympiques d'été de 2024, organisés à Paris.